# ドナルド・ラムズフェルド
ドナルド・ヘンリー・ラムズフェルド（英語: Donald Henry Rumsfeld、1932年7月9日 - 2021年6月29日）は、アメリカ合衆国の政治家。ジェラルド・R・フォード政権にて第6代大統領首席補佐官、国防長官、ランド研究所会長を歴任した。
ジェラルド・R・フォード、ジョージ・W・ブッシュ政権にて国防長官をそれぞれ務めた。アメリカ新世紀プロジェクトのメンバーでもあり、イラク戦争ではジョージ・W・ブッシュ政権内で終始強硬な攻撃論を主張した。

## 来歴
1932年7月9日にイリノイ州シカゴのエバンストンに誕生する。祖父はフランドル系で、ブレーメンからの移民である。奨学金を得てプリンストン大学に通い、卒業後の1954年よりアメリカ海軍でパイロット及び飛行教官を務めた。また、全米海軍レスリングチャンピオンにもなった。
アメリカ海軍予備役編入（1975年まで、1975年から1989年まで個人緊急予備役）後の1957年からワシントンD.C.で、オハイオ州選出連邦下院議員の行政補佐官を務める。1960年から1962年まで投資銀行のA.G.ベッカーで勤務した後、1962年にイリノイ州より連邦下院議員（共和党）に30歳で当選し、1964年・1966年・1968年と4期連続当選を果たした。
若手議員だった頃は下院において共和党の中で比較的リベラルな投票行動で知られ、中道右派の有力な議員の1人であった。1964年の選挙での敗北に危機感を抱いたラムズフェルドら若手は、長老のチャールズ・ハレック下院院内総務に代わる院内総務としてジェラルド・フォード下院議員（後の大統領）を擁立し、成功した。

### リチャード・ニクソン政権
議員4期目の1969年に連邦下院議員を辞職し、リチャード・ニクソン政権で機会均等局長（Director of the Office of Economic Opportunity）・大統領補佐官・経済安定プログラム長（Director of the Economic Stabilization Program）等を務めた。46代目アメリカ合衆国副大統領ディック・チェイニーは機会均等局での部下である。
1973年にワシントンを離れ、ベルギーのブリュッセルで北大西洋条約機構（NATO）アメリカ大使に就任する。

### ジェラルド・R・フォード政権

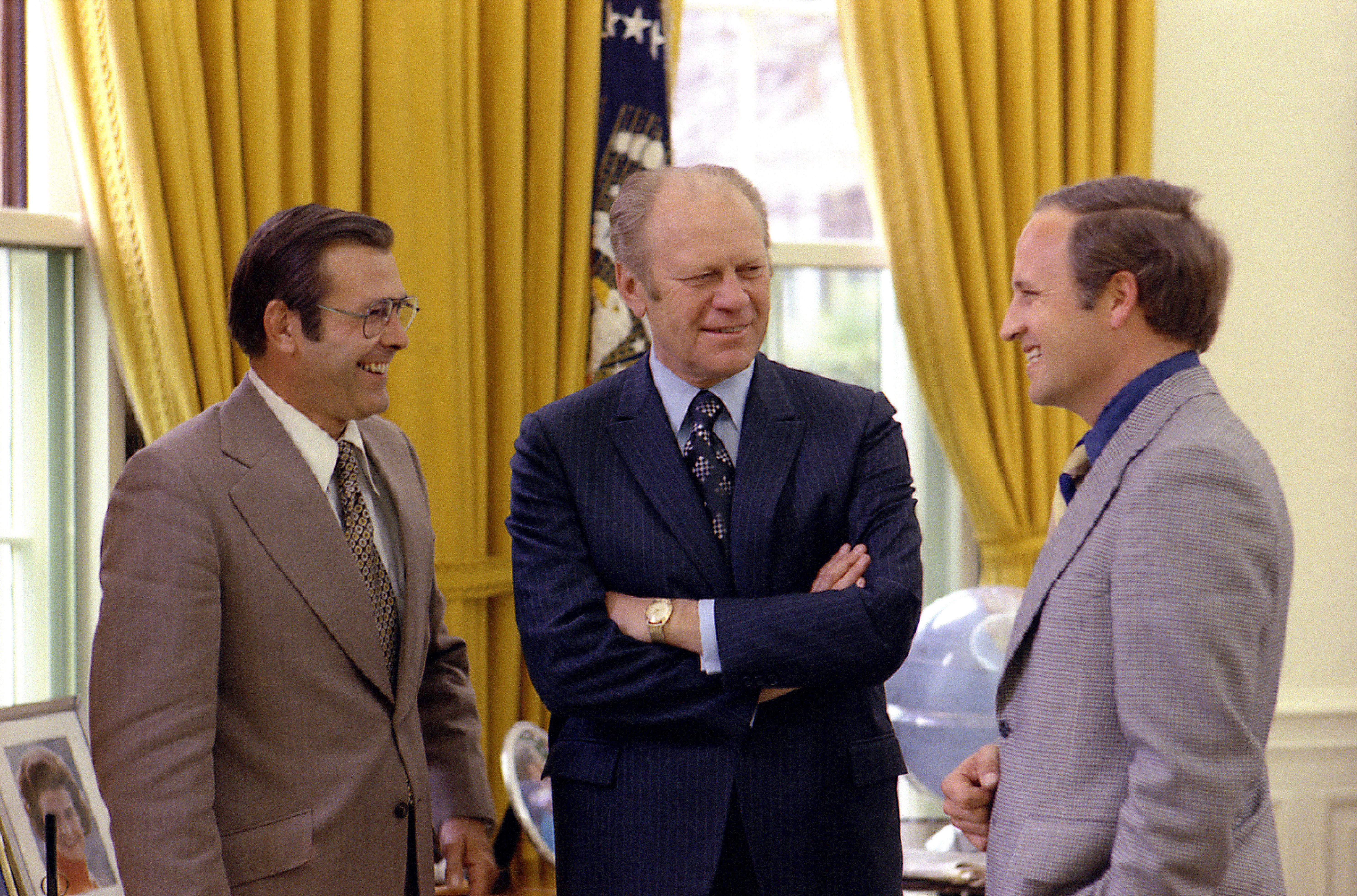
首席補佐官時代のラムズフェルド（左）
中央はフォード大統領、右はチェイニー次席補佐官

1974年8月にワシントンへ呼び戻され、フォードの大統領首席補佐官（1974年から1975年）を務めたのち、1975年に史上最年少の43歳で13代目アメリカ合衆国国防長官に就任した。アメリカ合衆国国防長官の任期中にラムズフェルドは政権内における軍の発言力をCIAを犠牲にすることにより高めた。これはソ連が国防費を増加させ、秘密兵器開発計画を進行させているという見解の発表という形で行われた。そしてそれに対する反応は軍拡競争の再燃となって現れた。

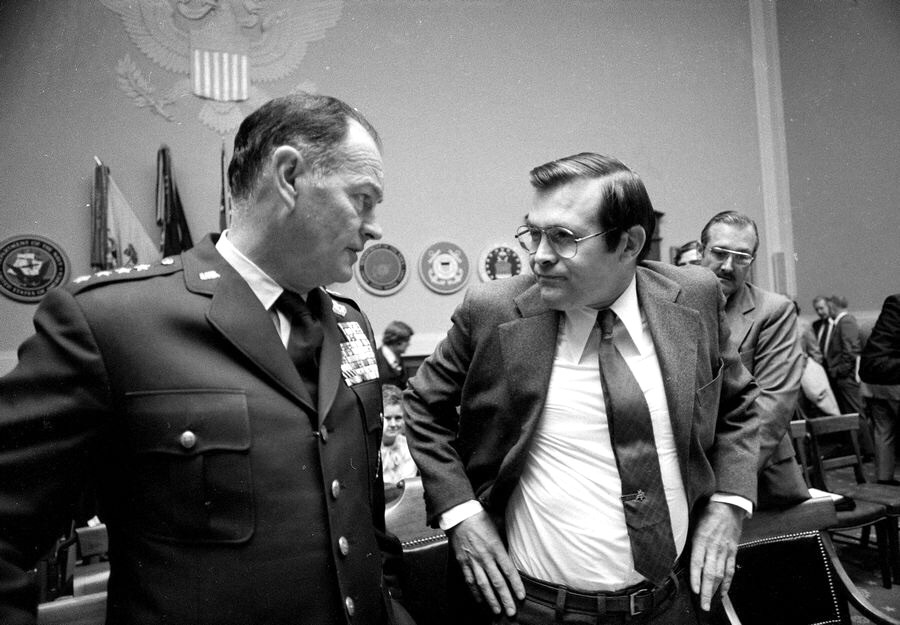
ドナルド・ラムズフェルド国防長官とジョージ・ブラウン統合参謀本部議長、1976年1月15日

### ロナルド・レーガン政権
1977年に国防長官を辞任したラムズフェルドは、製薬企業や通信企業を経営しつつ、ロナルド・レーガン政権で軍備・戦略・対日関係・中東問題など各種の諮問機関で委員を務めている。

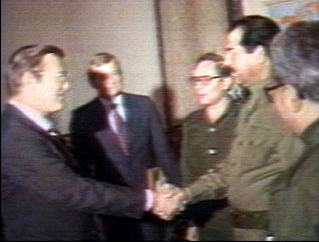
イラン・イラク戦争当時のイラクを訪問し、サッダーム・フセインと会談するラムズフェルド。

- 軍備管理に関する大統領諮問委員会委員（1982年から1986年）
- 海洋法条約特使（1982年 - 1983年）
- 戦略システムに関するパネル上級顧問（1983年から1984年）
- 日米関係に関するアメリカ合同諮問委員会委員（1983年から1984年）
- 中東特使（1983年から1984年）
- 公務に関する全米委員会委員（1987年 - 1990年）
- アメリカ経済委員会委員（1988年 - 1989年）
- アメリカ国防大学理事（1988年 - 1992年）
- 日米関係委員会委員（1989年 - 1991年）
- 連邦通信委員会（FCC）高品位テレビ諮問委員会委員（1992年 - 1993年）
- アメリカ貿易赤字調査委員会委員（1999年 - 2000年）
- 国家安全保障宇宙管理組織評価委員会議長（2000年）

イラン・イラク戦争中の1983年にはイラクとの国交正常化のための特使に任じられ、12月19日と1984年3月にイラクを訪問しており、ターリク・ミハイル・アズィーズとは2時間以上、サッダーム・フセインとは90分に及ぶ会談を行い、ベクテルのパイプライン建設とそのためのイスラエルとの関係改善などが話し合われた。

### ジョージ・H・W・ブッシュ政権
ジョージ・H・W・ブッシュ大統領とは共和党内における政敵同士だったため、ジョージ・H・W・ブッシュ政権においては一切の役職には就いていない。1988年アメリカ合衆国大統領選挙では党内予備選挙への立候補を検討するが断念し、結局かつての盟友であるボブ・ドール上院議員を支持した。

### クリントン政権
1998年に連邦議会の嘱託による超党派の「弾道ミサイル脅威評価委員会」（ラムズフェルド委員会とも呼ばれる）で委員長を務め、北朝鮮などが開発する弾道ミサイルの脅威と、アメリカ本土ミサイル防衛（NMD）の必要性を指摘した報告書を7月に提出した。クリントン政権はその脅威を差し迫ったものではないと評価していたが、翌8月に北朝鮮がテポドン1号の発射実験を行ったことで報告書の分析は裏付けられ、NMD計画が推進されることになる。

### ジョージ・W・ブッシュ政権

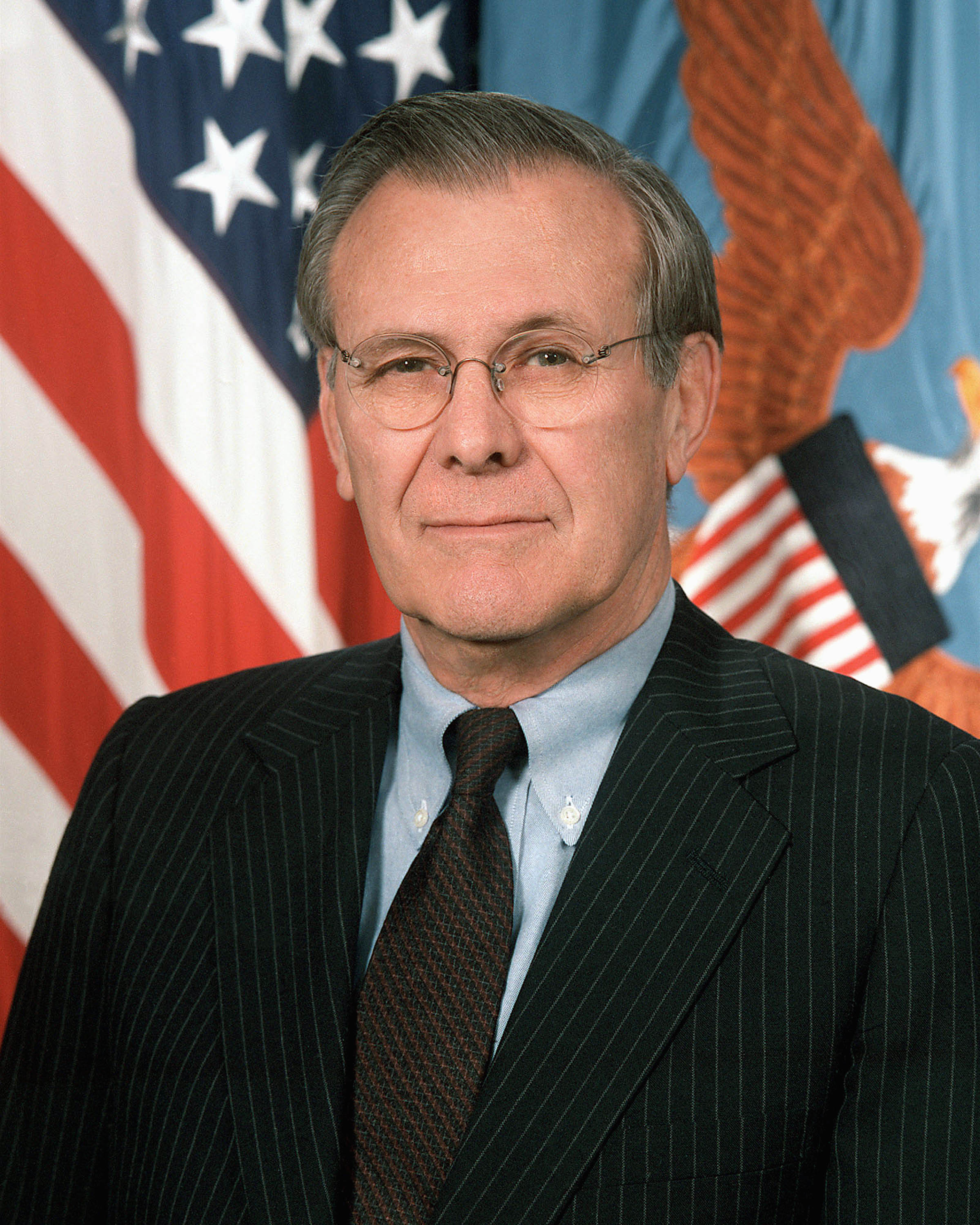
アメリカ合衆国国防長官時代のラムズフェルド（2001年1月）

2000年アメリカ合衆国大統領選挙の終盤に、ジョージ・W・ブッシュが国防長官への起用を発表した。翌年の2001年1月20日にブッシュ政権が発足し、史上最年長の68歳で第21代アメリカ合衆国国防長官に就任した。
2001年9月11日に発生したアメリカ同時多発テロにおいて、ハイジャックされたワシントンD.C.発ロサンゼルス行きアメリカン航空77便（ボーイング757）が9時38分にアメリカ国防総省本庁舎（ペンタゴン）に激突した。執務中のラムズフェルドは危うく難を逃れ、建物の外へ出ると女性職員が血を流して倒れていたため、彼女を抱えて避難し、救急車が来るまで看病していた。すぐに幹部を集めて「ここが勝負の分かれ目だ」と言い放ち、大統領とすぐに協議できるよう今後の対応策を数時間かけて、レターサイズ用紙1枚にまとめ上げた。
その後はアフガニスタン紛争やイラク戦争において国防長官として指導的役割を果たした。特にイラク戦争では開戦前に戦時における部隊運用規模をめぐり少数兵力による迅速な敵地制圧を唱えた。

日本の小泉純一郎首相と会談（2004年11月14日）

しかし制圧後のイラク占領は難航し、アメリカ軍兵士の戦死が相次ぐ。国防長官の直筆署名が慣例となっていた兵士遺族への追悼の手紙を、密かにラムズフェルドが専用機械によるサインにあらためていたことが2004年末に発覚。共和党内からも非難が集まった（その間も大統領からの追悼手紙は直筆署名がされていた）。
さらに囚人虐待事件への対応などの影響から退任を求める声が出始めた。2006年には「アーミー・タイムズ」など陸海空軍と海兵隊の関係者向けの専門4紙が共同社説でラムズフェルドを非難し、中間選挙への悪影響を危惧した共和党の大物議員たちが更迭を要求する事態に至った。

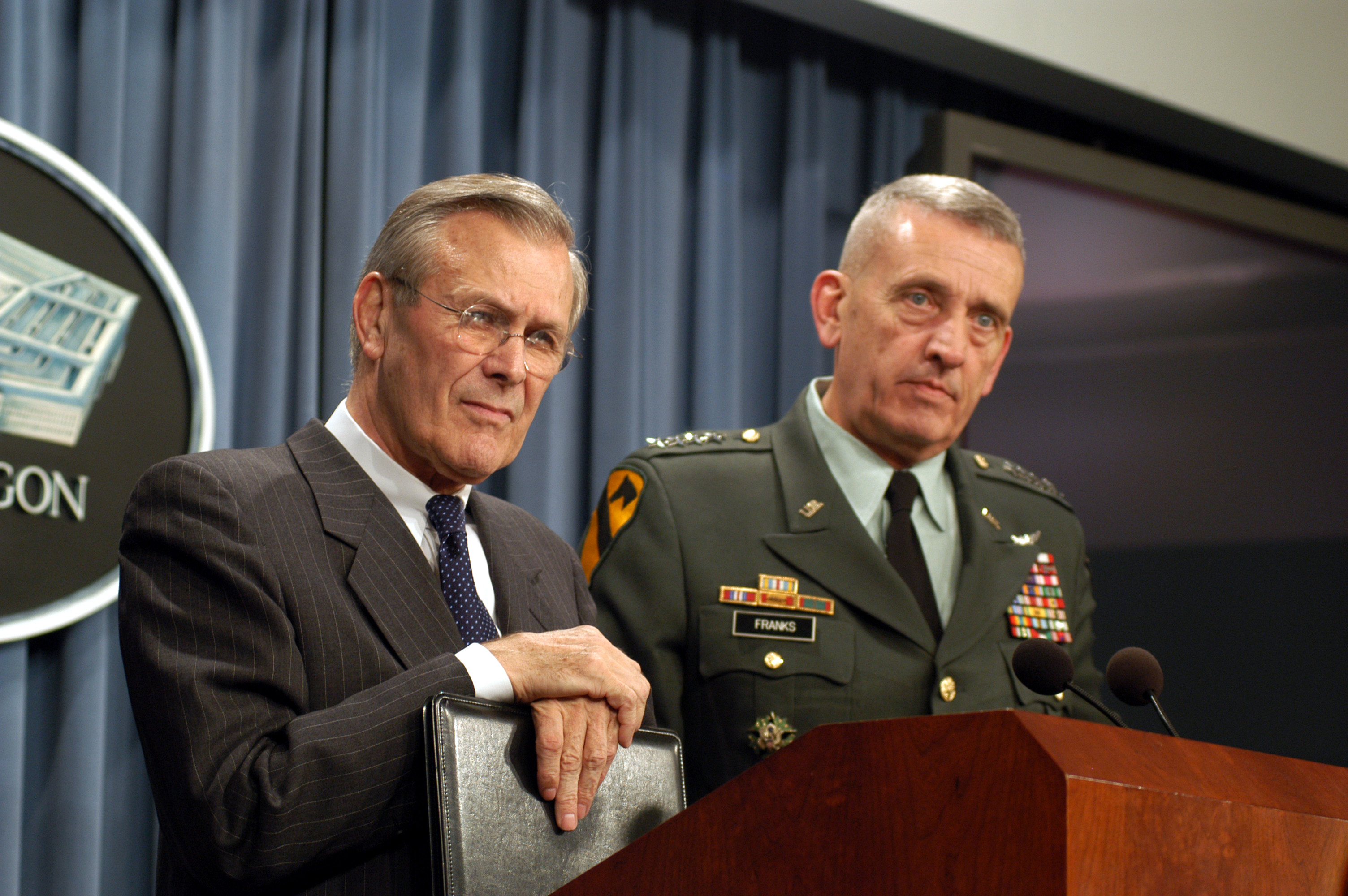
記者会見の終わりに記者の質問に耳を傾けるドナルド・H・ラムズフェルド国防長官と米国中央軍司令官トミー・フランクス将軍（2003年3月5日）

2006年11月8日の中間選挙において共和党敗北の結果を受けラムズフェルドは辞任した。
対日関係ではコンドリーザ・ライス国務長官とともに在日アメリカ軍再編に指導的役割を果たした。一部の日本の反米活動家や環境活動家らは、「再編特に普天間基地返還に伴い新たに建設される代替施設の建設予定海域に絶滅危惧種であるジュゴンの生息が確認された」などと主張し非難を行った。

### 国防長官退任後
フーヴァー研究所のフェローに指名された。
2021年1月3日、バイデン政権への移行を妨害するドナルド・トランプ大統領の試みに国防総省や軍の高官が一切協力しないよう呼びかけるディック・チェイニー、ジェームズ・マティス、マーク・エスパー、レオン・パネッタ、ウィリアム・コーエン、チャック・ヘーゲル、ロバート・ゲーツ、ウィリアム・ペリー、アシュトン・カーターら歴代国防長官10人の共同声明に名を連ねた。
2021年6月29日、ニューメキシコ州タオスの自宅で死去した。88歳没。多発性骨髄腫を患っていたとされる。

## その他

### 実業家としての活動
民主党のジミー・カーターに政権が渡った際に実業界へ転じ、その後、多くの企業経営に携わっている。1977年に製薬会社G.D.サール社に迎えられたラムズフェルドは1985年まで経営トップの座にあり、大胆なリストラを実行して業績を上げた。
1990年から1993年にかけて通信企業ジェネラル・インスツルメンツのCEO及び会長の職であった。
1997年から2001年の間はインフルエンザ特効薬のタミフルを開発し、その特許を所有しているバイオテック企業であるギリアド・サイエンシズの会長を務めた。

### 執務スタイル
デスクワークについて「立ったままの作業のほうが効率があがる」との持論を持っていた。起立した姿勢に合わせた執務机の「スタンド・アップ・デスク」を考案し、愛用していた。
また、演説については難解との指摘を受けていた（「知られていると知られていることがある」参照）。2003年『やさしい英語普及運動』から、『関係代名詞や従属節を多用し、なおかつ接続詞の乱用による長いセンテンスを使用した、わかりにくい英語の演説、発言』をすることを顕彰して、『フット・イン・マウス賞』を受賞した。

### その他
俳優ではないが、その年に公開された「最低」の映画を選んで表彰する第25回ゴールデンラズベリー賞にて最低助演男優賞を受賞している。これはドキュメンタリー映画の「華氏911」に国防長官として「出演」しており、（作品自体に対しての評価ではなく）その当時の施策に対しての批判の意味を込めた授与であった。
尚、同作の中心人物であるジョージ・W・ブッシュ大統領が最低主演男優賞を受賞している。

## 人物
1954年に妻のジョイスと結婚しており、夫妻には3人の子供及び5人の孫がいる。

## 著書
- Strategic Imperatives in East Asia, (Heritage Foundation, 1998)
- Rumsfeld's Rules: Collected Wisdom for a Good Life (Free Press, 2002)
- Known and Unknown: A Memoir, (Sentinel HC, 2011)

江口泰子・月沢李歌子・島田楓子訳『真珠湾からバグダッドへ～ラムズフェルド回想録』（幻冬舎、2012年）